# Xavier Boiffier
Xavier Boiffier, né le 19 juillet 1980 est un acteur français.

## Biographie
Xavier Boiffier se forme au Conservatoire national supérieur d’art dramatique de Paris, promotion 2005, auprès d’Andrzej Seweryn, Nada Strancar, Simon Abkarian, Mario Gonzalez, Yann-Joël Collin, et Julie Brochen.

## Filmographie

### Cinéma

#### Longs métrages
- 2005 : Brice de Nice de James Huth
- 2005 : Les Amants réguliers de Philippe Garrel
- 2014 : Terre battue de Stéphane Demoustier
- 2018 : Sun de Jonathan Desoindre en collaboration avec Ella Kowalska

#### Courts métrages
- 2007 : Manon sur le bitume d’Elizabeth Marre et Olivier Pont, nomination aux Oscars 2009 catégorie court-métrage de fiction
- 2012 : Composer and I de Cathy Lee Crane(en)

### Télévision
- 2012 : Ainsi soient-ils de Rodolphe Tissot, Elizabeth Marre et Olivier Pont, Saison 1, épisodes 3, 5, 6, 7, 8 : Jocelyn
- 2015 : Candice Renoir de Nicolas Picard-Dreyfuss, Saison 4, épisode 35

## Théâtre
- 2003 : La Nuit des rois de Shakespeare, mise en scène d’Andrzej Seweryn, Salle Richelieu de la Comédie-Française
- 2004 : La Nuit des rois de Shakespeare, mise en scène d’Andrzej Seweryn, Salle Richelieu de la Comédie-Française
- 2005 : La Nuit des rois de Shakespeare, mise en scène d’Andrzej Seweryn, Salle Richelieu de la Comédie-Française[2]
- 2005 : La Chèvre, ou Qui est Sylvia ? d’Edward Albee, mise en scène de Frédéric Bélier-Garcia, Théâtre de la Madeleine[3]
- 2006 : Le Songe d’August Strindberg, mise en scène de Jacques Osinski, Théâtre de la Cité internationale[4],[5]
- 2007 : Andromaque de Racine, mise en scène de Declan Donnellan, rôle d’Oreste, Théâtre du Nord, Théâtre national de Bordeaux en Aquitaine, Comédie de Reims, Théâtre des Bouffes du Nord, La Criée
- 2008 : Andromaque de Racine, mise en scène de Declan Donnellan, rôle d’Oreste, MC2, Comédie de Genève, Wolubilis, Théâtre Royal de Namur, Festival d’Almagro, Théâtre national de Catalogne, Les Gémeaux, Théâtre national de Strasbourg, l'Apostrophe
- 2009 : Andromaque de Racine, mise en scène de Declan Donnellan, rôle d’Oreste, Cambridge Arts Centre, Oxford Playhouse, Barbican Centre, Théâtre Royal de La Haye[6],[7],[8],[9]
- 2011 : Ithaque de Botho Strauss, mise en scène de Jean-Louis Martinelli, Théâtre Nanterre-Amandiers
- 2012 : Ithaque de Botho Strauss, mise en scène de Jean-Louis Martinelli, Théâtre Liberté, MC2[10]
- 2013 : Ubu roi d’Alfred Jarry, mise en scène de Declan Donnellan, Théâtre Royal de La Haye, Oxford Playhouse, Les Gémeaux, Comédie de Béthune, TNBA, La Criée, Barbican Centre, Festival International de Théâtre de Sibiu, La Fenice (55e Biennale de Venise), Teatro María Guerrero, Théâtre de la Manufacture, Théâtre de Saint-Quentin-en-Yvelines, l'Apostrophe, Théâtre de Cornouaille
- 2014 : Ubu roi d’Alfred Jarry, mise en scène de Declan Donnellan, Cambridge Arts Theatre, Barbican Centre, Festival International de Théâtre d’Almada, Festival Grec de Barcelone, Mostra Internationale de Théâtre de Ribadavia[11],[12],[13],[14]
- 2015 : Ubu roi d’Alfred Jarry, mise en scène de Declan Donnellan, Théâtre du Passage, Théâtre Équilibre, Forum Meyrin, Lincoln Center for the Performing Arts, Festival de Cervantino
- 2016 : Anna Karénine de Léon Tolstoï, mise en scène de Gaëtan Vassart, Théâtre de la Tempête
- 2018 : Périclès, prince de Tyr de Shakespeare, mise en scène de Declan Donnellan, Les Gémeaux, MAC de Créteil, Barbican Centre, Oxford Playhouse, Théâtre de l'Archipel, Théâtre du Nord, Teatro María Guerrero, Théâtre Politeama